# 蘇祿蘇丹國
6°03′07″N 121°00′07″E / 6.05194°N 121.00194°E

蘇祿蘇丹國（阿拉伯语：‎），全稱蘇祿和平之家伊斯蘭蘇丹國，是蘇祿人在1457年建立的伊斯蘭蘇丹國，國境位於今日菲律賓的南部民答那峨穆斯林自治區西端的蘇祿群島，還有巴西蘭省、塔維塔維省中間，巴拉望島、婆羅洲北部及其他環蘇祿海周圍的群島，現時分別屬於民答那峨穆斯林自治区巴西兰省及民马罗巴区巴拉望省。蘇祿蘇丹國与明朝、清朝、马来亚及印尼有貿易关系。首都位於和樂。

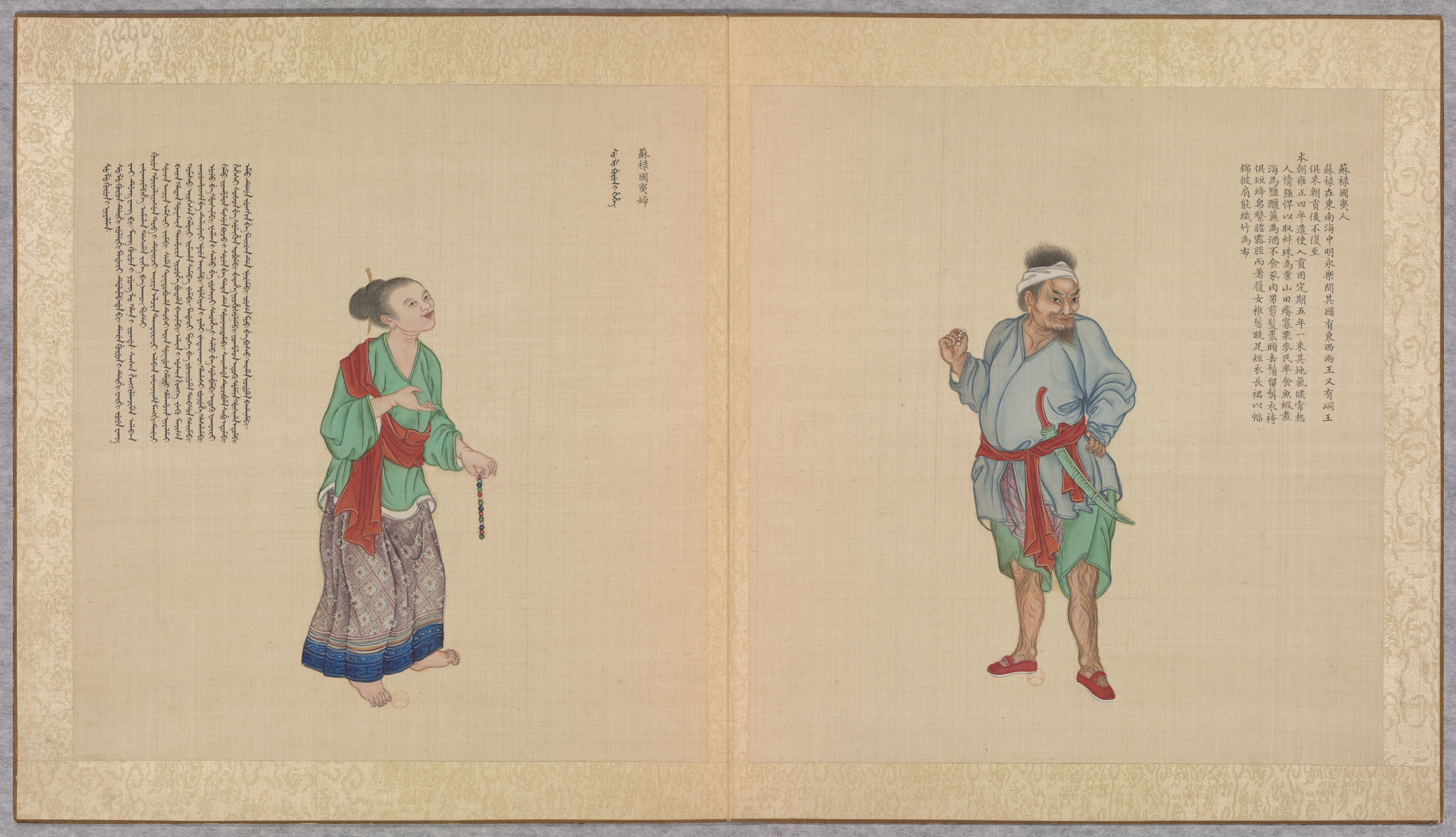
《皇清職貢圖》描繪的蘇祿國夷人與夷婦

## 歷史

### 伊斯蘭化及建國
- 1390年，建蘇祿國。
- 明永樂十五年（1417年），蘇祿東王巴都葛·叭哈喇带领西王麻哈喇·葛麻·丁（Maharaja Kamalud Din）、峒王巴都葛·叭喇卜（Paduka Patulapo）及其親屬曾經親自晉見明朝皇帝明成祖朱棣，歸國途中東王巴都葛叭哈喇染疾病故並安葬於山東济南府德州。除了長子返回蘇祿繼承蘇丹之位以外，其後人如次子、三子及隨行大多留在中國生活至今，現在山東德州的回民很多便是他們的後裔。
- 明英宗天顺元年（1457年），巴都葛叭哈喇的長子在蘇祿群島正式将国名更改為「環蘇祿海伊斯蘭蘇丹王國」。
- 1658年，汶萊蘇丹將婆羅洲北部和東部的一部分割讓給蘇祿蘇丹王國，以答謝協助弭平文萊蘇丹國的一場內戰[5]。

自此，除小呂宋（島）之外，其最大勢力幾乎涵蓋整個呂宋群島環蘇祿海的部份。

### 西班牙及英國吞併
16世紀西班牙人入侵，他們把當地一帶的人稱為「摩洛人」，並把當地叫作「摩洛蘭」，即是「摩洛人的地方」。後來由於西班牙傳教士的活動，當地的穆斯林被加以殺害，而摩洛蘭亦縮小至今日菲律賓南部的地方。西班牙人在19世紀前以三寶顏為界和蘇丹國互不相犯。
1761年，英國東印度公司的官員亞歷山大·達爾林普爾（Alexander Dalrymple）與蘇祿蘇丹締結協議，允許他在Pulau Balambangan岛設立貿易站，但這個計畫於1805年11月失敗，这个岛被他们舍弃。在1846年，汶萊蘇丹將沙巴西海岸納閩島割讓給英國，在1848年成為英國皇家殖民地。經過一連串的轉移，北婆羅洲的權利轉手給阿爾弗雷德·登特（Alfred Dent），他在1881年成立了英國北婆羅洲臨時協會有限公司（British North Borneo Provisional Association Ltd.）。在1882年，英國北婆羅洲公司成立，以古達為公司總部。在1883年總部遷往山打根。 1885年，英國西班牙和德國簽訂了1885年馬德里議定書（Madrid Protocol of 1885），承認西班牙在蘇祿群島的主權，以交換西班牙放棄對北婆羅洲的主張。在1888年，北婆羅洲成為英國的保護國。
1898年，美國與西班牙爆發戰爭，西班牙戰敗。根據西、美雙方在巴黎簽訂的停戰條約，西班牙從南美洲和太平洋的島嶼退出。在菲律賓問題上，西班牙人雖未曾佔領摩洛蘭一帶，但在停戰條約上把該地劃給美國。
美國人接手後，經過多次戰爭，仍未能佔領該地。美國逐與南部的穆斯林進行政治談判，先後與摩洛蘇丹及馬京達瑙的蘇丹簽訂吉蘭姆-白茨條約。按照條約規定，美國人不進入菲律賓的南方，區內事務由摩洛人自治管理。
1903年，美國宣布《菲律賓土地法》。土地法宣稱，菲律賓南方未被美軍占領的土地屬於非法土地。土地法還規定，菲律賓北方的天主教徒遷移進入南部者，政府允許其占有土地16公頃，而南部原有穆斯林每戶土地最多也不得超過8公頃。 1904年，美國政府取消與穆斯林達成的條約。1915年，蘇祿蘇丹與美國簽署協定放棄世俗統治權，蘇祿蘇丹王朝正式滅亡。1919年，菲律賓土地法進一步規定，北方天主教徒可以在南部獲得免費的24公頃土地。

### 併入菲律賓
第二次世界大戰後，美國1946年宣布廢除海外殖民政策，菲律賓宣布獨立。儘管當時南部摩洛穆斯林呼吁國際社會給予保護，反對強權者將他們出賣與吞並，但美國政府在與菲律賓馬尼拉當局簽訂條約時，將摩洛蘭一併劃歸菲律賓政府。英屬北婆羅洲公司則於1963年把沙巴併入馬來西亞聯邦，沙巴自此成為大馬的一部份。不過，菲國至今仍視沙巴為其領地之一，數十年來菲律賓領導人不時會宣稱菲國擁有沙巴的主權。
2005年2月，在首府和樂有4,000至5,000名菲軍與約800名摩洛人分離主義組織阿布沙耶夫發生衝突，超過12,000人逃離家園。

### 北婆羅州問題
2013年2月11日，蘇祿蘇丹派遣王儲拉傑穆達率領包括武裝成員在內約180名追隨者，從菲國南部潛入馬來西亞沙巴索討「祖地」，結果被大馬保安部隊包圍在拿篤（Lahad Datu）。在菲律賓政府的交涉下，馬來西亞3度延長驅逐期限，但蘇祿蘇丹王國王室堅持要馬來西亞承認在19世紀由英國貿易公司與蘇祿王朝所達成的協議才肯離去。
2013年3月1日，馬來西亞警方在第四度延長期限後，双方爆发武力冲突，大马有2名警察突击队员在鎗战中殉职，3人受伤；苏禄军则有12人死、4人受伤。
2013年3月4日，殉职的大马警员增至8人，苏禄军有16人死亡。
菲律賓蘇祿蘇丹賈馬魯爾·基拉姆三世2013年10月20日凌晨病逝，享年75歲。

## 延伸阅读
[在维基数据编辑]
 《明史卷三百二十五》，出自《明史》

### 引用
1. ↑  .   [2012-04-27]. （原始内容存档于2012-05-09）.
2. ↑  Usman, Edd. . 10 February 2010  [21 December 2010]. （原始内容存档于2012-06-14）.
3. ↑  Cavendish 2007，第1178頁
4. ↑  Scott 1994，第177頁
5. ↑  Palawan Tourism Council: History of Palawan at the Internet Archive. Accessed August 27, 2008.
6. ↑  , Sabah State Attorney-General's Chambers,   [2009-10-11][]
7. ↑  驅逐令逾期 馬菲沙巴開戰 （页面存档备份，存于），中央通訊社，2013.03.02
8. ↑  【更新】双方驳火‧大马警员2死3伤‧苏禄军12死4伤 （页面存档备份，存于），星洲日报，2013-03-01 17:52
9. ↑  围剿苏禄军‧殉职警察增至8人‧总警长：歼灭6匪[永久],大马星洲日报，2013-03-04 07:44

## 外部連結
- .   [2013-11-17]. （原始内容存档于2013-05-02）.
- The official website of Royal House of Sulu under the guidance of Raja Muda Muedzul Lail Tan Kiram of Sulu